# Дюамель, Жан-Батист
Жан-Батист Дюамель или Дю Амель (фр. Jean-Baptiste du Hamel; 11 июня 1624, Вир (Кальвадос) — 6 августа 1706, Париж) — французский священник, учёный, астроном, физик, натурфилософ и богослов. Первый секретарь Французской академии наук.

## Биография
Родился в семье нотариуса. Начал обучение в Кане и завершил его в Париже. В 1642 году, в 18-летнем возрасте, опубликовал анализ работы древнегреческого математика Феодосия Триполийского «Сферика» (σφαιρική) и добавил собственный трактат по тригонометрии.
В следующем году вступил в Конгрегацию ораторианцев. В 1649 году был рукоположен в священники. В 1653—1663 годах служил приходским священником в Нёйи-сюр-Марн. В 1663—1666 году — канцлером церкви Байё.
Когда Кольбер в 1666 году основал Академию наук Франции, то назначил Дюамеля её первым секретарём. Дюамель занимал этот пост до 1697 года, после чего подал в отставку и по его рекомендации это место занял Фонтенель.
В 1688 году сопровождал брата Ш. Кольбера маркиза де Круаси и участвовал в мирных переговорах в Аахене по заключению договора, положившего конец Деволюционной войне.
Затем побывал в Лондоне, где встретился с несколькими выдающимися учёными, в частности, физиком Р. Бойлем.

## Работы Дюамеля
- «Philosophia moralis christiana» (Анже, 1652);
- «Astronomia physica» (Париж, 1659);
- «De meteoris et fossilbus» (Париж, 1659);
- «De consensu veteris et novae philosophiae» (Paris, 1663), трактат по естественной философии, в котором греческие и схоластические теории сравниваются с теориями Декарта;
- «De corporum affectionibus» (Paris, 1670);
- «De mente humanâ» (Париж, 1672);
- «De corpore animato» (Париж, 1673);
- «Philosophia vetus et nova ad usum scholæ gestata» (Париж, 1678). Эта последняя работа, составленная по заказу Кольбера как учебник для колледжей, прошла через множество изданий.

Им также опубликован труд: «Theologia speculatrix et practica» (7 томов, Париж, 1690 г.), сокращенный в пяти томах для использования в качестве учебника в семинариях (Париж, 1694 г.).